# 陈玲玲 (生物学家)
陈玲玲（1977年12月—），河南商丘人，中国生物学者。中国科学院分子细胞科学卓越创新中心研究员，霍华德·休斯医学研究所国际研究员，主要從事人类基因组研究。中共二十大代表，上海市第十一次党代会代表。曾获“全国三八红旗手”称号。2017年2月28日獲頒中国青年女科学家奖，2020年獲科学探索奖。

## 生平
1996年，陈玲玲考上兰州大学生物学系。1998年6月加入中國共產黨。2000年從蘭州大學生命科学学院生物学专业畢業。2003年獲得中科院上海药物所分子药理学硕士学位。2009年，陈玲玲獲得康涅狄格大学生物医学博士和工商管理学硕士双学位。2009年至2010年，陈玲玲在该校干细胞研究所从事博士后研究。2010年5月晋升为助理教授。2011年，陈玲玲在美国完成博士后研究，來到中国科学院上海生命科学研究院生物化学与细胞生物学研究所开展核糖核酸生物学研究。她也是期刊《Cell》和《Science》的编委。2017年，陈玲玲入选霍华德·休斯医学研究所国际研究员。